# Francis Onyeka
Francis-Ikechukwu Onyeka (* 29. April 2007 in Gummersbach) ist ein deutsch-nigerianischer Fußballspieler, der beim Bundesligisten Bayer 04 Leverkusen unter Vertrag steht und zurzeit auf Basis einer Leihe beim VfL Bochum spielt.

## Karriere

### Verein
Bis 2014 spielte Onyeka bei in der Jugend des SC Borussia Lindenthal-Hohenlind. Im August 2014 schloss er sich der Jugend von Bayer 04 Leverkusen an. 2021 wurde er in die U17 des Vereins übernommen, 2023 erfolgte der Sprung in die U19. Im November 2023 gab Bayer 04 Leverkusen bekannt, dass der Vertrag mit Onyeka bis 2027 verlängert wurde. Am 29. Oktober 2023 gab er in der zweiten Runde des DFB-Pokals in der Partie gegen den SV Elversberg sein Profi-Debüt, was ihn gleichzeitig zum achtjüngsten Debütanten des Verein machte. Auf internationale Ebene kam er am 27. November 2024 in der Champions-League-Partie gegen RB Salzburg zu seinem Debüt.
Für die Saison 2025/26 wurde er an den VfL Bochum ausgeliehen, der in der Vorsaison in die 2. Bundesliga abgestiegen war.

### Nationalmannschaft
Onyeka konnte bis zur U19, für die er aktuell spielt, für sämtliche Nachwuchs-Nationalmannschaften Deutschlands spielen. Für die U17 gelang Onyeka im ersten EM-Qualifikationsspiel beim 6:0 gegen Liechtenstein ein Dreierpack. Im September 2024 feierte er sein Debüt für die deutsche U18-Nationalmannschaft und erzielte in drei Spielen drei Tore.

## Auszeichnungen
- Fritz-Walter-Medaille in Gold: 2024 (U17)[7]